# Artykuły szmalkaldzkie

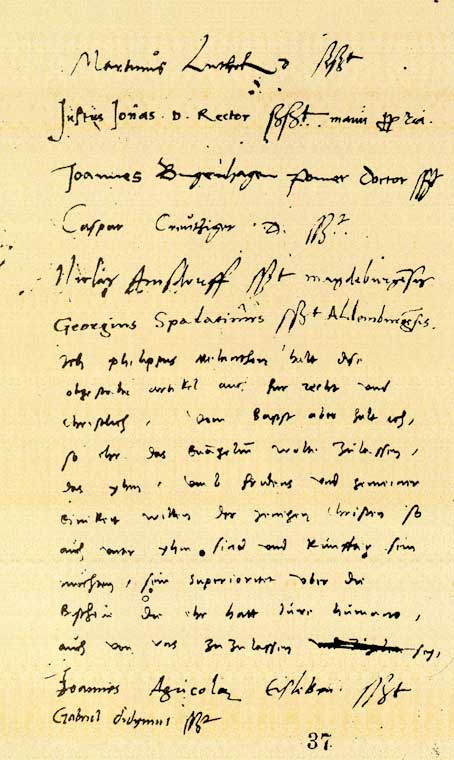
Artykuły Szmalkaldzkie

Artykuły szmalkaldzkie (łac.. Articuli Smalcaldici, niem. Schmalkaldische Artikel) wraz z Wyznaniem augsburskim, Obroną Wyznania augsburskiego, Małym i Dużym katechizmem oraz Formułą zgody stanowi jedną z sześciu ksiąg wyznaniowych, zawierających zasadnicze nauki luteranizmu.

## Historia powstania
Książęta i miasta, które przyjęły idee reformacji, skupione były w powstałym w lutym 1531 roku Związku szmalkaldzkim. Sygnatariusze związku, do którego przystąpiło dziewięciu książąt i jedenaście miast, zobowiązali się do udzielenia sobie wzajemnej pomocy na wypadek akcji zbrojnej przeciwko ewangelikom. Związek reprezentował siłę, z którą należało się liczyć, dlatego cesarz Karol V zdecydował się na zawarcie w 1532 roku pokoju w Norymberdze, na mocy którego obie strony zobowiązały się do zachowania pokoju i wstrzymania się od jakichkolwiek działań zaczepnych do czasu zwołania soboru powszechnego w Trydencie.
Początkowo Marcin Luter i stany ewangelickie łudzili się, że dzieło odnowy Kościoła może podjąć tylko wolny chrześcijański sobór, w związku z tym wielokrotnie się do jego zwołania odwoływali. Papież Paweł III zwołał sobór do Mantui na 23 maja 1537 roku, lecz z bulli papieskiej wynikało, że nie chodzi o znalezienie jedności z ewangelikami, a o „wytępienie kacerstwa”. 24 czerwca 1536 do Wittenbergi przybył osobiście elektor saski Jan Fryderyk Wspaniałomyślny, aby zlecić reformatorom przygotowanie odpowiedzi, jaką Związek powinien udzielić papieżowi, gdyby ten zdecydował się zaprosić na sobór ewangelików. Pomimo jego zwołania sobór ten nigdy się nie odbył.
Osobne zlecenie od elektora otrzymał Marcin Luter, który miał na życzenie księcia przygotować specjalny zestaw artykułów wiary. Jan Fryderyk wyraził również życzenie, aby pozostali reformatorzy zapoznali się z nimi, a następnie je podpisali jeżeli będą tego samego zdania co ich autor. Po zakończeniu pracy Luter wezwał swoich przyjaciół 28 grudnia 1536 roku do Wittenbergi. Dyskusja nad opracowanymi przez niego artykułami ciągnęła się aż do 3 stycznia 1537, a po ich podpisaniu przesłano je księciu Janowi Fryderykowi. Artykuły Lutra zwane odtąd artykułami szmalkaldzkimi w 1580 weszły do Księgi zgody jako wyraz wiary luteranizmu.

## Części
Artykuły Szmalkaldzkie dzielą się na trzy części:
- pierwsza zawiera krótki zestaw artykułów o Bożym majestacie.
- w drugiej znajdują się artykuły mówiące o urzędzie i dziele Jezusa Chrystusa
- artykuły z części trzeciej są podstawą do rozmowy z „mężami uczonymi”

Pierwsza część Artykułów to wspólny wyraz wiary zachodniego Kościoła, natomiast zawarte w drugiej i trzeciej części sformułowania wyraźnie dzielą Kościół ewangelicki od Kościoła, któremu przewodzi papież.

## Wydania polskie
(przekład: W. Niemczyk)
- Wybrane Księgi Symboliczne Kościoła Ewangelicko-Augsburskiego, Warszawa 1980, s. 352–376.
- Księgi Wyznaniowe Kościoła Luterańskiego, Bielsko-Biała 1999, s. 335–358.